# Ystads församling
Ystads församling var en församling i Ljunits, Herrestads, Färs och Österlens kontrakt i Lunds stift. Församlingen låg i Ystads kommun i Skåne län och ingick i Ystads pastorat. Församlingen uppgick 2022 i Ystad-Sövestads församling.

## Administrativ historik
Församlingen har medeltida ursprung. Namnet var före 25 juli 1884 Ystads Sankta Maria församling därefter Ystads stadsförsamling för att 1 maj 1915 namnändras till Ystads församling. 16 mars 1532 utbröts Ystads Sankt Petri församling, som införlivades åter 25 juli 1884. 
Församlingen utgjorde till 1677 ett eget pastorat för att därefter var till 1869 vara moderförsamling i pastoratet Ystads Sankta Maria, Öja och Hedeskoga. Från 1869 till 25 juli 1884 var den moderförsamling i pastoratet Ystads Sankta Maria, Ystads Sankt Petri och Öja, från 25 juli 1884 till 1 maj 1919 moderförsamling i Ystads (stads)församling och Öja för att därefter till 2014 utgöra ett eget pastorat. Från 2014 till 2022 ingick Sövestadsbygdens församling i pastoratet. Församlingen uppgick 2022 i Ystad-Sövestads församling.

## Kyrkor

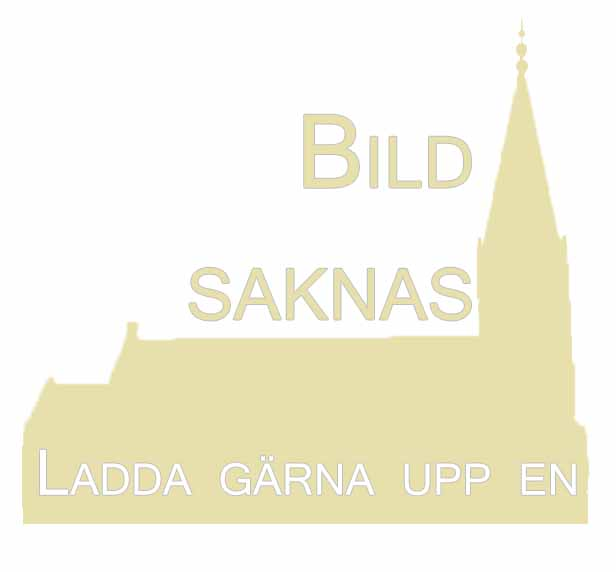
Birgittakapellet
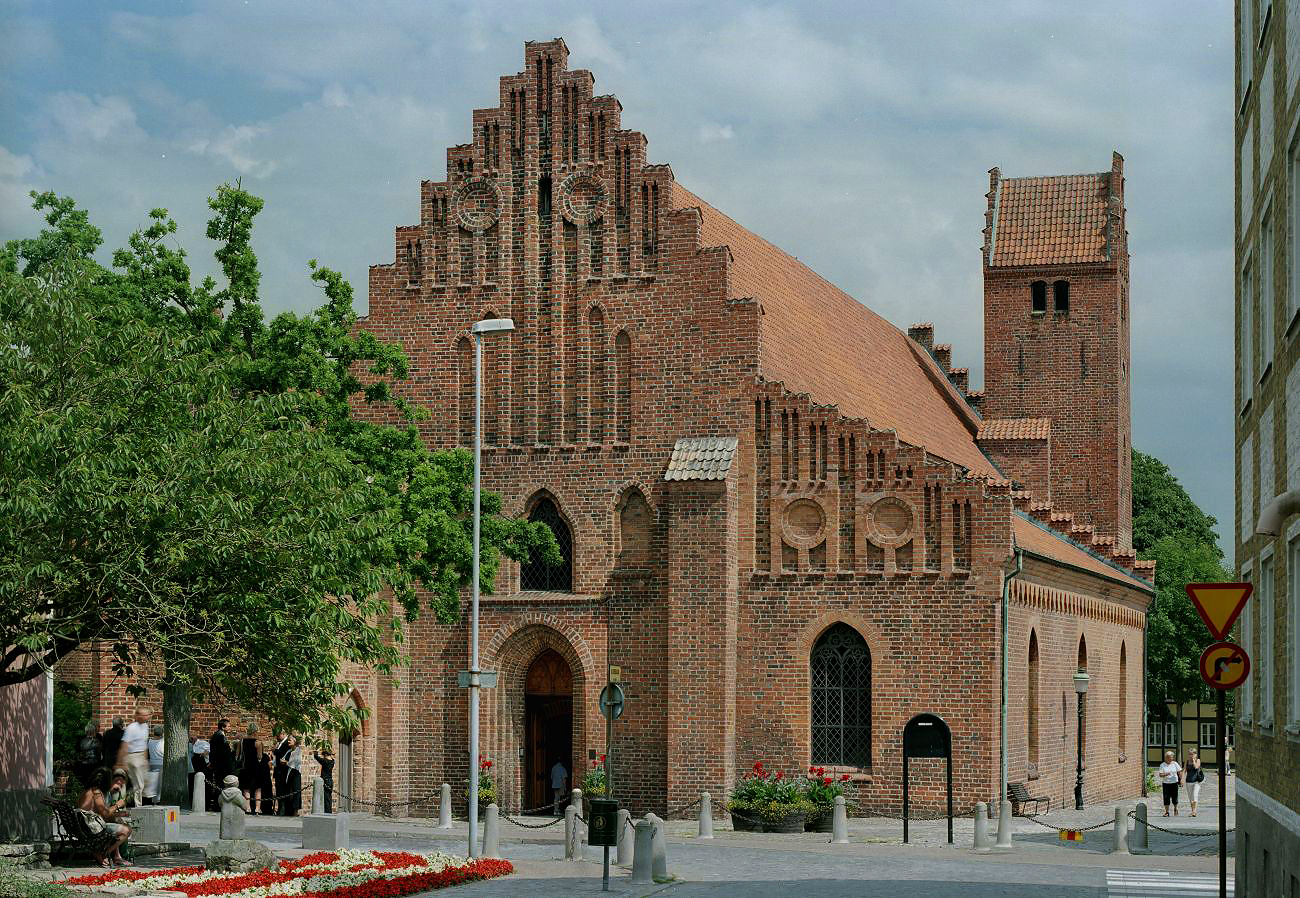
Sankt Petri kyrka
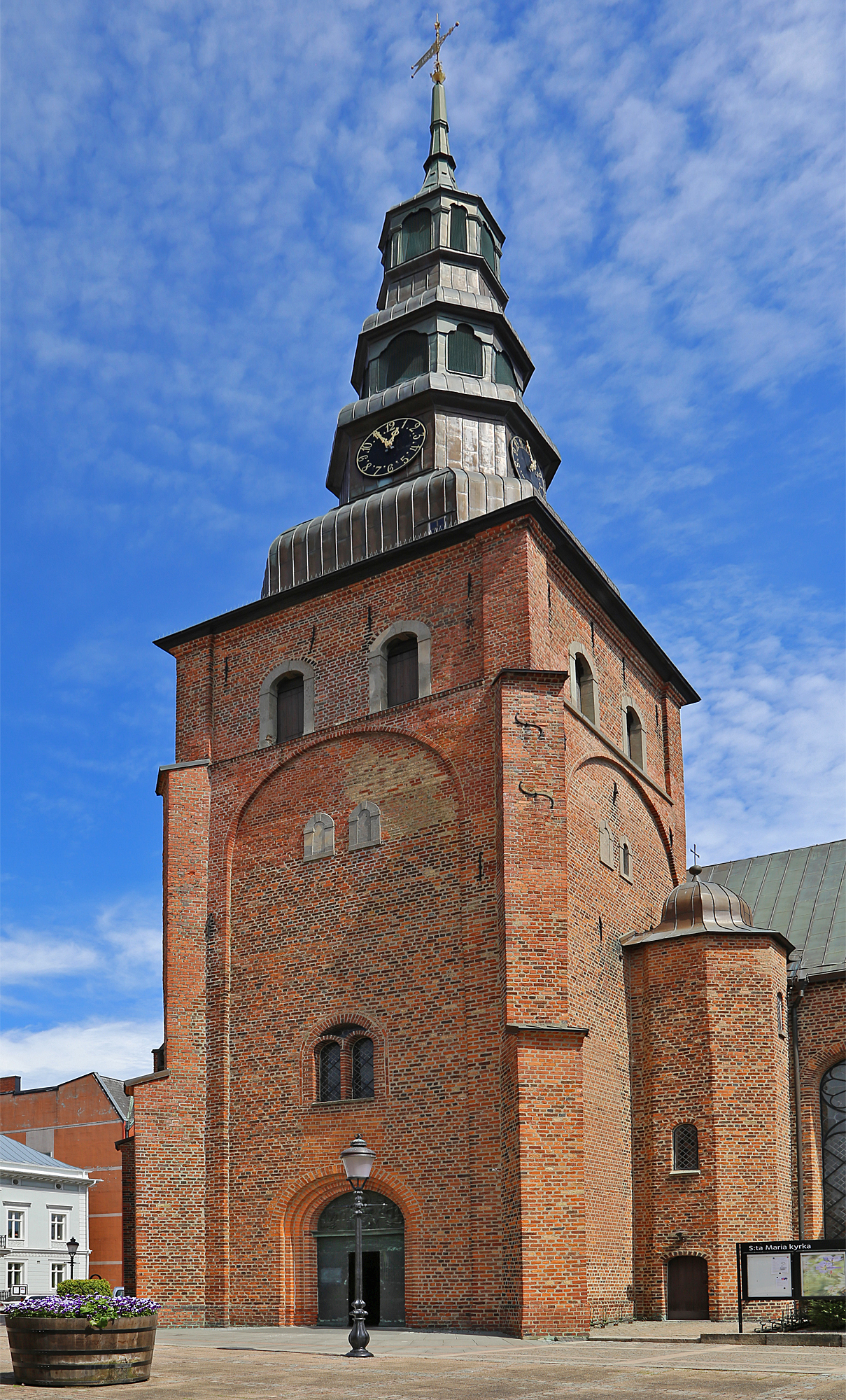
Sankta Maria kyrka
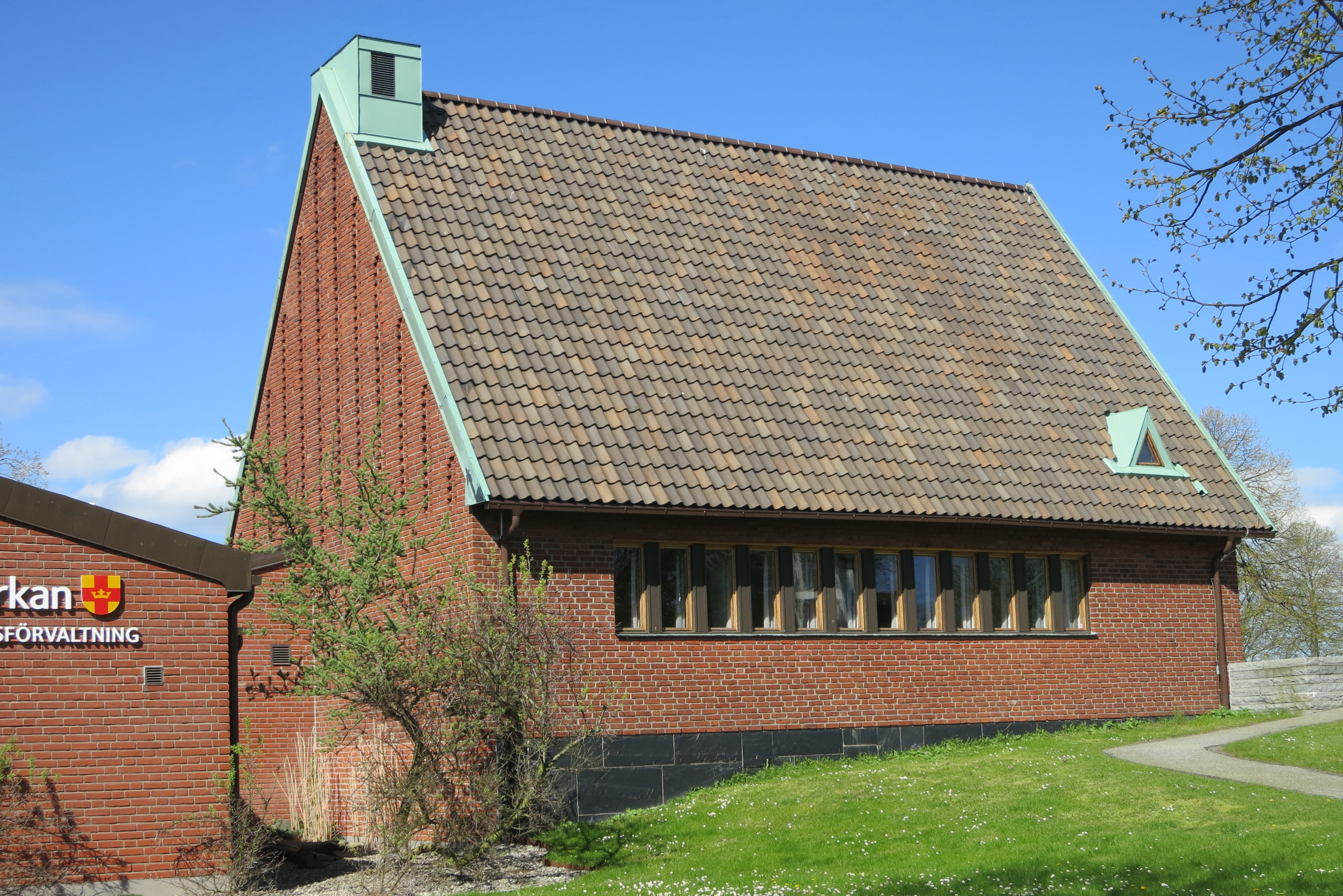
Uppståndelsens kapell, Ystad

## Organister
Lista över organister.
| Verksam    | Namn                         | Levnadstid | Övrigt                      |
| ---------- | ---------------------------- | ---------- | --------------------------- |
| 1711-1712  | Ivar Boije                   |            | Organist.                   |
| 1712       | Johan Frij                   |            | Kantor                      |
| 1714-1724  | Zacharias Frijs              | -1724      | Organist och kantor         |
| 1725-1730  | Johan Christian Bauermeister | -1730      | Organist                    |
| 1733-1739  | Baltzar Knölcke              | -1754      | Organist                    |
| 1739-1741  | Christian Wenster den äldre  | 1704-1779  | Organist                    |
| 1744-1767  | Olaus Kremer                 | -1767      | Organist                    |
| 1767-1796  | Nathanäl Friedrich Greve     |            | Organist                    |
| 1797-1801  | Johan Wilhelm Kull           |            | Organist                    |
| 1802-      | Gustav C. Greve              |            | Organist                    |
| 1805, 1840 | Christian Brandt             |            | Organist                    |
| 1807       | C. Grensman                  |            | Ställföreträdande organist. |
| 1961–      | Friedrich Würzner            | 1906–      | [ 8 ]                       |